# San Giorgio Bigarello
San Giorgio Bigarello és un municipi situat al territori de la província de Màntua, a la regió de la Llombardia, (Itàlia).
San Giorgio di Mantova limita amb els municipis de Castelbelforte, Mantova, Porto Mantovano, Roncoferraro i Roverbella.
Pertanyen al municipi les frazioni de Caselle, Ghisiolo, Mottella (seu Municipal), Tripoli, Villanova De Bellis i Villanova Maiardina

## Galeria

Localització de San Giorgio di Mantova a la província de Màntua